# Perlefisker
Perlefisker, en person som dykker til flod- eller havbund for at indsamle østers, hvorfra der kan udtages perler.
Før begyndelsen af det 20. århundrede var dette den eneste metode til at samle perler.
De nøgne dykkere var ofte tvunget til at dykke til store dybder, ofte omkring 30 meter, på én indånding, samtidig med at de var udsat for farer fra hajer og vandmænd samt risikoen for drukning og dykkersyge.
På grund af farerne var dykkerne ofte fra lavere sociale klasser eller slaver.
Perlerne fra den tid var meget sjældne og var af meget forskellig kvalitet på grund af vanskelighederne ved at fremskaffe dem.
I flere tusind år blev de fleste perler fra havet hentet af dykkere i det Indiske Ocean, den Persiske bugt, Rødehavet og Mannarbugten, der ligger mellem Indien og Sri Lanka.
Perlefiskere tæt ved Filippinerne havde også stor succes med deres fiskeri, specielt i Sulu arkipelaget.
Indianere hentede perler i floder og søer i Ohio, Tennessee og Mississippi, mens andre havde succes i Caribien og farvandene langs Mellem- og Sydamerika.
I dag fortsætter eksempelvis de få kvindelige Ama-dykkere fra Japan med at dykke efter perler, men det er formodentlig snart historie, da de er udsat for konkurrence fra nye metoder til at producere perler, såkaldte kulturperler (kunstperler).
Disse perler produceres i millionvis på store undersøiske farme efter metoder udviklet af den japanske videnskabsmand Kokichi Mikimoto. Perler fremstillet efter denne metode har høj kvalitet og ensartethed.
Metoden går kort fortalt ud på, at der placeres små partikler i østers, hvorefter naturen sørger for resten.